# Hans-Dieter Riechel
Hans-Dieter Riechel (ur. 18 grudnia 1934 w Benneckenstein, zm. 2 grudnia 2014 w Wernigerode) – niemiecki biathlonista reprezentujący NRD. W 1961 roku wystartował na mistrzostwach świata w Umeå, zajmując 27. miejsce w biegu indywidualnym. Na rozgrywanych rok później mistrzostwach świata w Hämeenlinna zajął 28. miejsce w tej konkurencji. Zajął też 12. miejsce w biegu indywidualnym i siódme w drużynie podczas mistrzostw świata w Seefeld in Tirol w 1963 roku. Brał również udział w igrzyskach olimpijskich w Innsbruck w 1964 roku, zajmując 21. miejsce w biegu indywidualnym. Nigdy nie wystąpił w zawodach Pucharu Świata.
Na arenie krajowej zdobył złoty medal w drużynie w 1963 roku, a indywidualnie był najlepszy w latach 1963 i 1964. W latach 1965–79 pracował jako trener.

## Osiągnięcia

### Igrzyska olimpijskie
| Rok  | Miejscowość | Konkurencje | Konkurencje | Konkurencje | Konkurencje | Konkurencje | Konkurencje | Konkurencje |
| Rok  | Miejscowość | IN          | SP          | PU          | MS          | RL          | MR          | SR          |
| ---- | ----------- | ----------- | ----------- | ----------- | ----------- | ----------- | ----------- | ----------- |
| 1964 | Innsbruck   | 21.         | nd.         | nd.         | nd.         | nd.         | nd.         | –           |

### Mistrzostwa świata
| Rok  | Miejscowość      | Konkurencje | Konkurencje | Konkurencje | Konkurencje | Konkurencje | Konkurencje | Konkurencje |
| Rok  | Miejscowość      | IN          | SP          | PU          | MS          | RL          | MR          | SR          |
| ---- | ---------------- | ----------- | ----------- | ----------- | ----------- | ----------- | ----------- | ----------- |
| 1961 | Umeå             | 27.         | nd.         | nd.         | nd.         | –           | nd.         | –           |
| 1962 | Hämeenlinna      | 28.         | nd.         | nd.         | nd.         | –           | nd.         | –           |
| 1963 | Seefeld in Tirol | 12.         | nd.         | nd.         | nd.         | 7.          | nd.         | –           |